# Stefan M. Seydel
Stefan Markus Seydel (* 22 de marzo de 1965 en Sorengo) es un artista, autor y trabajador social suizo.

## Vida
Stefan M. Seydel estudió trabajo social en St. Gallen (licenciatura) y Berlín (maestría). En 1997 fundó su propia empresa De 2006 a 2010 dirigió el proyecto de arte rebell.tv, financiado por el empresario Daniel Model. En 2010 finalizó su trabajo en rebell.tv con un "suicidio mediatico" en la cripta del Cabaret Voltaire (Zúrich). Se dio a conocer en los medios de comunicación alrededor de 2005 por su trabajo para la startup de noticias Rocketboom. En 2010, el diario Die Welt bautizó a rebell.tv como el “Canal de las Humanidades”, y el diario Tages-Anzeiger lo presentó como parte de la “Bohème digital”. De 2011 a 2014, Seydel fue directora del internado en la escuela secundaria Kloster Disentis . Durante muchos años formó parte del comité ejecutivo del International Lake Constance Club y es miembro del PEN Club Liechtenstein.

## rebell.tv
De 2006 a 2010, Stefan M. Seydel administró rebell.tv, un sitio web suizo financiado por el milionario y empresario Daniel Model.
rebell.tv fue fundada en noviembre de 2006. El inversionista ángel fue el empresario Daniel Model. Invirtió un millón de francos en el proyecto. El trabajador social Seydel publicó "contribuciones provocativas de texto, audio y video" en el sitio web, y "consideró sus blogs como un proyecto de investigación". La gerente del proyecto fue Tina Piazzi, la esposa de Seydel.
En 2010, rebell.tv contenía alrededor de 16.000 entradas de blog, 3.000 videos y 500 podcasts; los servidores costaban "más de 800 francos" al mes. Por rebell.tv, Seydel recibió el Premio Jubileo de “Porcentaje de Cultura Migros” en 2007 en el campo de la transferencia de conocimiento.
El 31 de diciembre de 2010 rebell.tv se desconectó porque Daniel Model finalizó su inversión. En esta ocasión, Seydel eliminó "innumerables cuentas en la web y su contenido [...] durante una acción denominada 'Suicidio en las redes sociales' en el Cabaret Voltaire de Zúrich". Seydel publicó el contenido del sitio web en dos libros titulados Die Form der Unruhe en el editorial alemán marxista Junius Verlag.
Según Dominik Landwehr, rebell.tv fue un experimento periodístico "que yacía en un ángulo en el paisaje: en lugar de organizar y simplificar, hizo exactamente lo contrario". En Die Welt, Marc Reichwein escribió que el sitio web era una "caja multimedia gigante de notas " y un "gabinete digital de curiosidades", "multicanalidad total".
En un artículo del semanario suizo Die Wochenzeitung, Wolfgang Steiger describió el modelo inversor como "antidemocrático", había proclamado su propio estado " Avalon " y rebell.tv actuó como "la televisión estatal de Avalon, cuyo ministro de información es Seydel". . «¿Qué significa que antidemócratas liberales radicales financien a los activistas dadaístas y la televisión de un empresario hostil al estado del bienestar lidie con las teorías de autores y teóricos del arte de izquierda como Marlene Streeruwitz, Vilém Flusser o Bazon Brock? ¿Estamos siendo testigos de una infiltración de ideas liberales de derecha en el establecimiento cultural moldeado por la cultura de izquierda, en el sentido del concepto de 'hegemonía cultural' de Antonio Gramsci, justo al revés? » 
"Rebell-TV es un canal de Internet salvaje y extraño que propaga nuevas ideas económicas, políticas y culturales a través de la televisión, la radio y un blog", escribió Michael Zollinger en la revista Handelszeitung.

## Premios
- 2006: Nominación Webby Award 2006 (con Rocketboom)
- 2007: Ganador Migros Jubilee Award (categoría transferencia de conocimiento)[22]
- 2010: Miembro del jurado de Next Idea Ars Electronica

## Publicaciones (selección)
- Die Form der Unruhe. Band 1. Junius Verlag, Hamburg 2009, ISBN 978-3-88506-456-5.
- Die Form der Unruhe. Band 2. Junius Verlag, Hamburg 2010, ISBN 978-3-88506-474-9.
- Muss Heimat Provinz sein. In: Thurgauer Jahrbuch, Frauenfeld 2001.
- Verschwunden und neu erfunden (Schule). In: Thurgauer Jahrbuch, Frauenfeld 2002.
- 2003: 200 Jahre sind genug. In: Thurgauer Jahrbuch, Frauenfeld 2003.
- Wer ist meine Mutter, wer sind meine Brüder, Tage der Utopie. Bücher Verlag, Hohenems 2007.
- Ambiguität. In: Lexikon zur zeitgenössischen Kunst. Benteli, Weinfelden 2010, ISBN 978-3-7212-0734-7

### Exposiciones
- 2008: Royal Academy of Arts, Londres (título: «Joseph Beuys Nightmare»; tipo: performance; invitación: Swiss Cultural Fund in Britain; curadores: Philipp Meier y Adrian Notz)
- 2009: Cabaret Voltaire, Zúrich (título: «Kunst Macht Probleme»; exposición solo; curador: Philipp Meier)
- 2010: Deutsches Historisches Museum, Berlín (título: «Hacken als form der erkenntnis: das orakel zu weh!weh!weh!»; tipo: performance; curador: Bazon Brock.)
- 2010: Museum Bärengasse, Zúrich (Ausstellungstitel: «Unterdessen – Dialog gestern heute morgen»; tipo: exposición grupal, con catálogo; curadora: Annalies Walter.